# Овсянки (фильм)
«Овся́нки» — российский драматический фильм 2010 года режиссёра Алексея Федорченко. Снят по одноимённой повести Дениса Осокина, которая была опубликована в октябре 2008 года в журнале «Октябрь» под псевдонимом Аист Сергеев. Фильм представлял Россию в конкурсной программе 67-го Венецианского кинофестиваля, где удостоился нескольких призов.

## Сюжет
Директор целлюлозно-бумажного комбината Мирон Алексеевич едет совершать являющийся согласно сюжету «мерянским» традиционный обряд погребения (кремирования) своей жены Татьяны в те места, где они когда-то проводили медовый месяц, из Неи в Мещёрскую поросль (Горбатов). В попутчиках у него фотограф — Аист Всеволодович, которому он по дороге рассказывает интимные подробности своей жизни — что является частью известного им обоим архаичного погребального ритуала. Вместе с телом женщины также они везут двух маленьких птиц, овсянок. Повествование часто прерывается воспоминаниями Аиста о своём отце, мерянском поэте-самоучке Весе Сергееве.
Красной нитью через весь фильм идёт повествование о нравах и обычаях (вымышленных) древнего народа мери, затерявшегося в костромской глуши, который наука считает исчезнувшим, но к которому причисляют себя главные герои картины. Мерянская свадьба, мерянские похороны, отношение к жизни и смерти — значительная часть сюжета.
Кульминация картины — погребальный костёр на берегу Оки. Затем прах Татьяны предают воде. Аист вспоминает, как много лет назад они с отцом таким же образом проводили в последний путь мать и сестру, и сожалеет, что отца похоронили по христианскому обряду.
На обратном пути, в Нижнем Новгороде, герои встречают двух женщин — Римму и Юлю и проводят с ними ночь в гостинице. На подъезде к Костромской области, на Кинешемском мосту (Ки́нешемском — с неверным ударением), овсянки, вырвавшись из клетки, взлетают перед лицом Мирона, ведущего автомобиль — и машина слетает с моста в «великую мерянскую реку» Волгу. Главные герои тонут. Но принять смерть от воды, по «мерянской вере» (придуманной создателями фильма), — значит обрести бессмертие.

## В ролях
- Игорь Сергеев — Аист Всеволодович Сергеев, фотограф
- Юрий Цурило — Мирон Алексеевич Козлов, директор целлюлозно-бумажного комбината
- Юлия Ауг — Таня, жена Мирона Алексеевича (в девичестве — Овсянкина)
- Виктор Сухоруков — Всеволод (псевдоним — Веса) Сергеев, отец Аиста, мерянский поэт-самоучка
- Вячеслав Мелехов — продавец птиц
- Лариса Домаскина — милиционер Зоя
- Виктор Геррат — электрик
- Иван Тушин — Аист в детстве
- Юлия Тушина — мама Аиста
- Артём Хабибулин — продавец
- Ольга Гилёва — продавщица
- Лейсан Ситдикова — Римма
- Ольга Добрина — Юля
- Сергей Ярмолюк — инспектор ГИБДД

## Съёмочная группа
- Режиссёр — Алексей Федорченко
- Оператор — Михаил Кричман
- Художники — Андрей Понкратов, Алексей Потапов
- Продюсеры — Игорь Мишин, Дмитрий Воробьёв и Мария Назари
- Автор сценария — Денис Осокин (автор повести)
- Композитор — Андрей Карасёв
- Монтаж — Сергей Иванов

## Съёмки и премьера

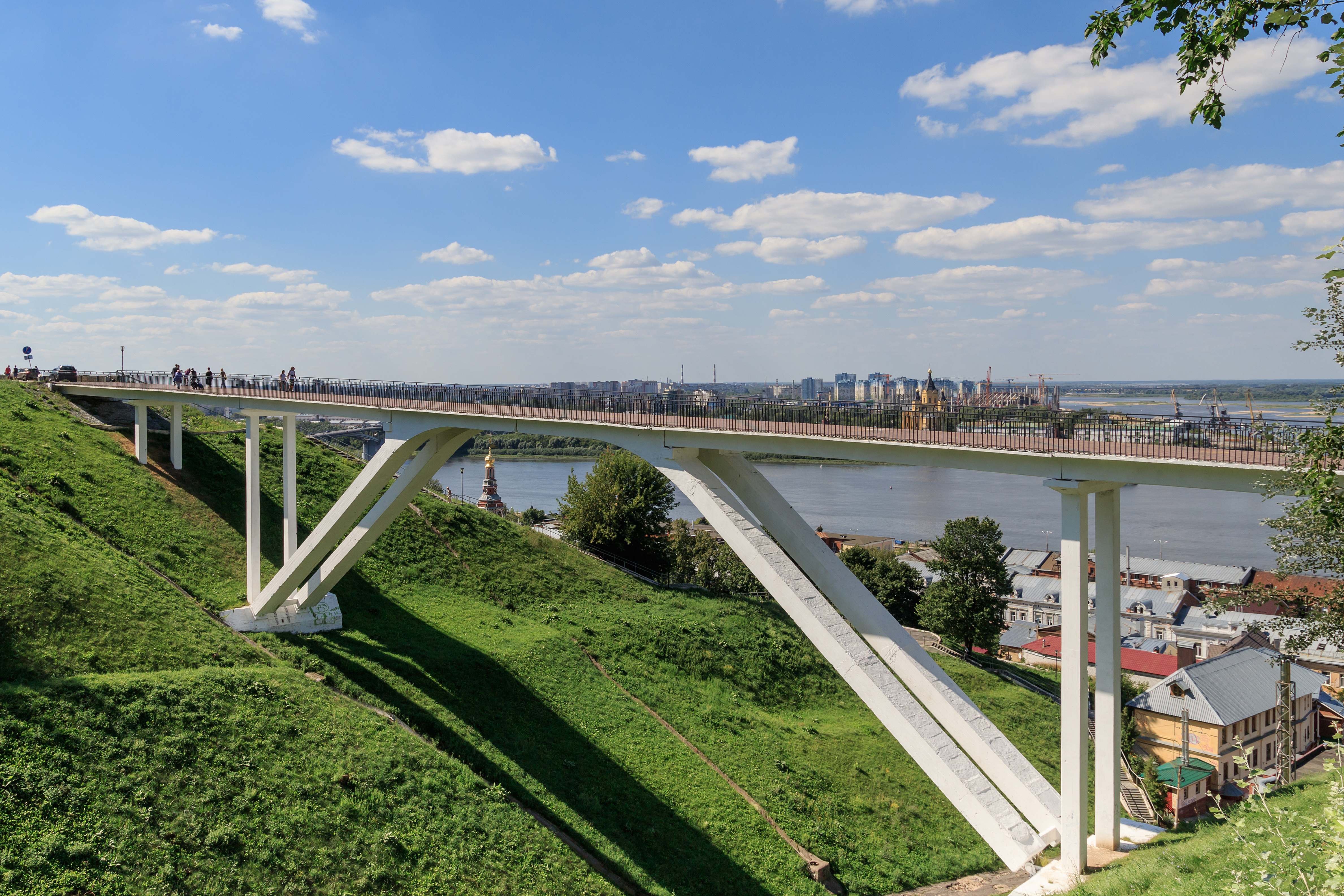
Пешеходный мост на Ильинской горе (Нижний Новгород), где Мирон и Аист встречают Римму и Юлю

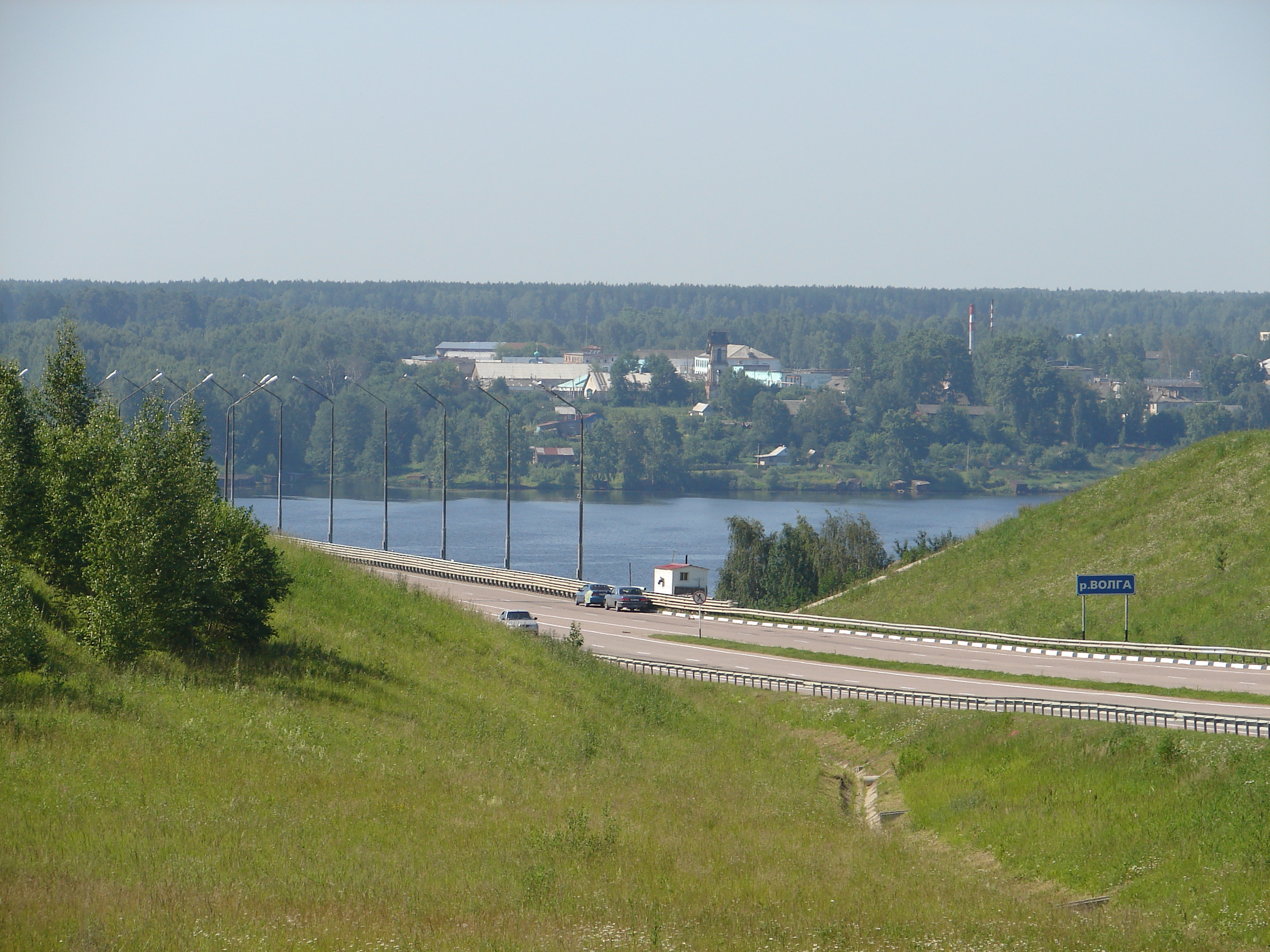
Въезд на Кинешемский мост, где наступает развязка фильма

Создание фильма финансировал продюсер Игорь Мишин, так как «в Минкульте сочли сценарий „Овсянок“ порнографическим». Съёмки проходили с июня 2008 по январь 2009 года, в посёлке Кослан (в фильме представлен как город Нея), Горбатове, Нижнем Новгороде, Балахне, Кинешме, Павлове, Усогорске, Юрьевце, на Нижегородской ГЭС и Волчихинском водохранилище, в Екатеринбурге (сцена на мосту в финальных титрах и сцена посещения главными героями торгового центра, где они обедают около катка). 
В начале лета 2010 года показ «Овсянок» был заявлен на «Кинотавре», но картину в последний момент отозвали. Отборщики Венецианского фестиваля поставили режиссёру условие: или «Кинотавр» в июне, или Венеция в сентябре. Картина представляла Россию в основном конкурсе Венецианского кинофестиваля, где имела успех: «Сам Тарантино, великий и ужасный, демонстративно аплодировал, стоя на премьере российской картины».
В международный прокат фильм попал под названиями «Тихие души» (Silent Souls англ.) и «Последнее путешествие Тани» (Le Dernier Voyage de Tanya фр.). Название «тихие души» взято из текста повести, по которой был снят фильм: «Народ странноват тут — да. Лица невыразительные, как сырые оладьи. Волосы и глаза непонятного цвета. Глубокие тихие души. Половая распущенность. Страсти не кипят. Частые разводы, убийства и самоубийства не имеют видимых оснований».

## Награды и номинации
- 67-й Венецианский кинофестиваль (2010)[14]:
  - Приз Золотая Озелла за лучшее изобразительное решение (оператор-постановщик Михаил Кричман)
  - Приз FIPRESCI (Международная федерация кинопрессы)
  - Приз экуменического жюри (жюри, состоящее из представителей различных конфессий)
  - Почётная премия Назарено Таддеи (учреждённая в 2007 году по случаю годовщины смерти итальянского режиссёра, учёного и проповедника Назарено Таддеи)
  - Приз «Золотая мышка» (Международная ассоциация online кинокритиков)
- Международный кинофестиваль стран АТР во Владивостоке «Меридианы Тихого» (2010):
  - Приз за лучшую режиссёрскую работу
- Открытый фестиваль кино стран СНГ, Латвии, Литвы и Эстонии «Киношок» (2010):
  - Приз за лучшую режиссуру
- Кинопремия «Ника» (2011)
  - Лучшая музыка к фильму — Андрей Карасёв
  - Лучшая сценарная работа — Денис Осокин
- Премия киноакадемии стран Азиатско-Тихоокеанского региона — премия за лучший сценарий — Денис Осокин[15].

## Премьерный показ в разных странах
Премьерные показы состоялись:
- Италия — 4 сентября 2010 (67-й Венецианский кинофестиваль)
- Россия — 15 сентября 2010 (кинофестиваль «Меридианы Тихого»)[17]; 28 октября 2010 — широкий экран
- США — 28 сентября 2010 (Международный кинофестиваль в Нью-Йорке); 13 января 2011 (Международный кинофестиваль в Палм-Спрингс); сентябрь 2011 (ограниченный показ на широком экране)
- Германия — 2 октября 2010 (Кинофестиваль в Гамбурге)
- Польша — 9 октября 2010 (Варшавский кинофестиваль)
- Франция — 12 октября 2010 (Cinessonne Film Festival); 2 ноября 2010 (Regards de Russie); 3 ноября 2010 — широкий экран
- Бельгия — 14 октября 2010 (Международный кинофестиваль в Генте); 5 января 2011 — широкий экран
- Великобритания — 14 октября 2010 (Лондонский кинофестиваль)
- Бразилия — 22 октября 2010 (Международный кинофестиваль в Сан-Паулу[исп.])
- Греция — 10 декабря 2010 (Международный кинофестиваль в Салониках); 20 января 2011 — широкий экран
- Нидерланды — 24 февраля 2011
- Норвегия — 15 ноября 2012

## Отзывы и критика
Кинообозреватель «Российской газеты» Валерий Кичин воспринял «Овсянок» как «языческую поэму огромной эмоциональной силы, которая действует гипнотически». Сразу после премьеры он провёл параллель между «Овсянками» и лучшим, по его мнению, фильмом Тарковского — «Зеркало». Кичин отметил мощность эффекта остранения, которое производит картина: «то, что считается грязным, греховным, вдруг оказывается целомудренно чистым и человечным».
Михаил Трофименков («Коммерсантъ») отметил, что создатели фильма копнули глубже христианства, традиционно отождествляемого в России с духовностью, и попытались погрузить зрителя в преданный забвению современными европейцами мир язычества. По его наблюдению, фильмом «Овсянки» в российское кино введён «новый антропологический тип… лысеющих мужчин, улыбчивых женщин, что называется, в теле, не первой свежести уличных попрыгушек». Для Андрея Плахова «Овсянки» — это «метафора потерянного (а возможно, и никогда не существовавшего) мира, раздавленного катком индустриализации».
В сентябре 2011 году фильм вышел в ограниченный североамериканский прокат. Рецензенты ведущих изданий США не преминули отметить продуманность звукового ряда и блестящую операторскую работу:
- Высший балл из возможных выставил российскому фильму Роджер Эберт, отметивший, что давно не был так тронут: «всего за 75 безупречных минут фильм достигает глубин эпоса»[20].
- Джим Хоберман полагает, что неспешный ритм и бесшовное сращение прошлого с настоящим позволяют авторам разглядеть за поверхностью повседневной жизни глубокую архаику[21].
- Кинокритик The New York Times увидела в «Овсянках» урок того, как следует прощаться с наиболее тебе близким: «Спокойно принимая текучесть времени, этот необычный фильм напоминает нам о том, что слова „умереть“ и „исчезнуть“ далеко не всегда — синонимы»[22].

## Музыка к фильму
Композитор Андрей Карасёв о фильме: «Для меня весь мир в этом фильме заключается в людях. Именно они являются носителями забытой памяти исчезнувшего народа. И тот мир, который я видел в их глазах, я и пытался передать».
«Общая работа над фильмом длилась где-то полгода. Для фильма я использовал тибетские инструменты: дунгчены — большие медные трубы, диджериду — это огромная полая труба с одним единственным звуком. Но от него-то и бегут мурашки по коже. Также шаманские инструменты: барабанчик дамару и канглинга — это своеобразная флейта из человеческой ноги».
«Также были использованы велосипедные спицы, всякие тазы для белья, звук спускающегося в шахту лифта, перестроенные гитары. Не было ни одного инструмента, кроме тибетских, которые звучали бы так, как должны звучать. Всё приходилось перестраивать, искажать. Потому что вся эта „корявость“ в инструментах очень напоминала корявость положения меря, народа, от которого сейчас остались какие-то отзвуки, эхо».
Андрей Карасёв был номинирован за лучшую музыку к фильму на премии «Белый слон», «Золотой орёл», на премию «Ника» был номинирован в двух категориях — открытие года и лучшая музыка к фильму, лауреатом которой он стал в 2011 году.
В фильме были использованы:
- Музыка Марины Шмотовой[24].
- Музыка Дарьи Чаруши.
- Песня «Если ты меня полюбишь» в исполнении Анны Герман, слова — Романа Садовского, музыка — Катажины Гертнер.
- Песня «Запах лета», слова — Дениса Осокина, музыка — Александра Пантыкина[25].